# Európa Kemping (film)
Az Európa Kemping egy 1990-ben készült, 1992-ben bemutatott színes, 35 mm-es magyar filmszatíra, amit Szőke András rendezett, Pálos György és Dobos Mária közreműködésével. A film jeleneteit a csongrádi Körös-torokban, valamint a szentesi vasútállomáson forgatták.

## Történet
Badár vasutas, és Vízi kutyatenyésztő (akik valójában titkosrendőrök) egy nap a rendőrség különleges kutyafogatával a csongrádi Európa Kempingbe repesztenek, ahol "állítólag" ismeretlen tettesek bombát rejtettek el. A titkos akció érdekében Badárék beépülnek a kemping nemzetközi lakói közé, akikkel ugyan nem tudnak kommunikálni, de ez mit sem zavarja őket, hogy jókat bulizzanak, és igyanak velük. Közben felmerül az is, hogy a bomba csak gömbölyű formájú lehet, ezért Badárék minden gyanús gömbölyű dolgot megvizsgálnak, a dinnyétől kezdve a terhes nő hasáig.

## Szereplők
- Badár Sándor – Badár
- Horváth János – Vízi
- Szőke András – baráti országbeli (Abhandzara Ottó)
- Ferenczi Gábor – motoros 1.
- Forgács Péter – motoros 2.
- Harsay Gábor – Áron, a portás
- Kovács Ágnes – Ági, a portás felesége
- Berényi K. József – Varrógépes úr
- Yasar Meral – török hölgy 1.
- Sevil Yasal – török hölgy 2.
- Gül Togay – török hölgy 3.
- Horváth Mariann – francia nő 1.
- Szatmári Judit – francia nő 2.
- Berzsenyi Krisztina – francia nő 3.
- Kitty Lehtinen – finn lány
- Nádasi László – gondnok
- Gazdag Tibor  – gitáros 1.

## Díjak
- 1993: Budapesti Magyar Filmkritikusok Különdíja Szőke Andrásnak.

## Külső hivatkozások
- Európa Kemping a PORT.hu-n (magyarul)
- Európa Kemping az Internet Movie Database oldalon (angolul)
- FilmKatalogus.hu
- Mandarchiv.hu
- Látnivalók a Dél-Alföldön